# Phil Bardsley
Phil Anthony Bardsley (Salford, Inglaterra, Reino Unido, 28 de junio de 1985) es un exfutbolista escocés que jugaba como defensa.

## Selección nacional
Fue internacional con la selección de fútbol de Escocia en 13 ocasiones.

## Clubes
| Club                            | País       | Año       |
| ------------------------------- | ---------- | --------- |
| Manchester United F. C.         | Inglaterra | 2003-2008 |
| Royal Antwerp F. C. (cedido)    | Bélgica    | 2004      |
| Burnley F. C. (cedido)          | Inglaterra | 2006      |
| Rangers F. C. (cedido)          | Escocia    | 2006      |
| Aston Villa F. C. (cedido)      | Inglaterra | 2007      |
| Sheffield United F. C. (cedido) | Inglaterra | 2007-2008 |
| Sunderland A. F. C.             | Inglaterra | 2008-2014 |
| Stoke City F. C.                | Inglaterra | 2014-2017 |
| Burnley F. C.                   | Inglaterra | 2017-2022 |
| Stockport County F. C.          | Inglaterra | 2022-2023 |

## Palmarés

### Campeonatos nacionales
| Título              | Club                    | País       | Año  |
| ------------------- | ----------------------- | ---------- | ---- |
| FA Community Shield | Manchester United F. C. | Inglaterra | 2007 |